# Zdeněk Hostomský
Zdeněk Hostomský (* 24. října 1952 Bratislava) je český biochemik, bývalý ředitel výzkumu rakoviny farmaceutické firmy Pfizer a posléze ředitel Ústavu organické chemie a biochemie AV ČR.

## Vědecká dráha
Vystudoval biochemii na Přírodovědecké fakultě a později dějiny filosofie na Filozofické fakultě Univerzity Karlovy v Praze. Po skončení vojenské služby působil v Ústavu molekulární genetiky ČSAV, mj. v laboratoři Václava Pačese, zaměřující se v té době na technologie sekvenování DNA. V roce 1983 obhájil kandidátskou práci „Sekvenční analýza genomu bakteriofágů PZA, f15 a f29“, čímž získal titul kandidát věd (ve zkratce CSc.). Během své aspirantury se začal zajímat o postupy syntézy oligonukleotidů a jejich možností při konstrukci syntetických genů a úzce spolupracoval se skupinou Jiřího Smrta z Ústavu organické chemie a biochemie ČSAV. Jejich spolupráce vyústila v syntetický gen kódující proenkefalin.
V roce 1985 odjel do Spojených států amerických na roční stáž v Kalifornském technologickém institutu (Caltech).
V roce 1987 emigroval s rodinou do Spojených států amerických. Spolu s manželkou Zuzanou Hostomskou zde začal pracovat pro biotechnologickou start-up společnost Agouron Pharmaceuticals, kde se zapojil do programu enzymu HIV proteáz a věnoval se výzkumu struktury a funkce reverzní transkriptázy viru HIV. Od roku 1997 vedl multidisciplinární tým zaměřený na problematiku opravy DNA s možným uplatněním při léčbě rakovinných onemocnění. Poté, co v roce 1999 společnost Agouron fúzovala s firmou Warner Lambert, která byla o rok později pohlcena firmou Pfizer, se v roce 2000 stal výkonným ředitelem Výzkumného centra rakoviny, v němž Pfizer soustředil svůj onkologický výzkum. V roce 2010 se rozhodl z firmy odejít.
V pátek 1. června 2012 se stal sedmým ředitelem Ústavu organické chemie a biochemie AV ČR na pětileté funkční období. V roce 2017 byl do funkce jmenován podruhé s funkčním obdobím do roku 2022.
Byl hostem v pořadu Marka Ebena Na plovárně, epizoda byla premiérově odvysílána ve středu 19. května 2021 na ČT Art.
Je autorem více než 95 článků, které získaly přes 4 800 citací s H-indexem 34.

## Politické ambice
Ve volbách do Senátu PČR v roce 2020 kandidoval za hnutí Alternativa pro nezávislé kandidáty 2020 v obvodu č. 24 – Praha 9. Se ziskem 3,14 % hlasů skončil na 7. místě a do druhého kola nepostoupil.